# Antoniny (Leszno)
Antoniny (niem. Antonshof) – dzielnica Leszna położona w sercu miasta, pomiędzy Gronowem, Grzybowem i Śródmieściem.  
W rejonie dzielnicy znajdują się: 
- Osiedle Ostroroga
- Osiedle Ogrody
- Wyższa Szkoła Marketingu i Zarządzania
- Folwark Antoniny